# 工藤時光
工藤 時光（くどう ときみつ）は、鎌倉時代後期の武士。北条氏得宗家被官である御内人。出家後、工藤二郎右衛門入道と称する（「南家伊東氏藤原姓大系図」にも掲載あり）。奥州工藤氏の一族。

## 人物
出家後の法号である工藤杲禅（こうぜん）、工藤杲暁（こうぎょう）の方が比較的知られており、史料で工藤貞祐の父と解っていながらも長らく実名や系譜が判明していなかったが、工藤氏の系図（「南家伊東氏藤原姓大系図」）に注記が見られることが今野慶信の研究で明らかにされて以来は工藤時光に比定されるようになっており、同系図では工藤高光の子で工藤祐光の弟に位置づけられている。尚、実名の｢時｣の字は、これを通字とする北条氏から拝領したものとみられる。
主な活動としては出家後に見られ、得宗・北条貞時の下で、得宗家公文所執事や、得宗分国である若狭の守護代を務めたことが確認できる。また、飯沼助宗らと共に引付の監督を命じられたようである。
法名については｢若狭国守護職次第｣では｢工藤右衛門入道果禪。本果曉。｣〔原文ママ〕、｢若狭国今富名領主次第｣では工藤右衛門入道杲禪の注記に｢初杲禪。後に弘安九年改杲曉。｣と書かれていて名乗りの順序が異なっているが、いずれにせよ杲禅と杲暁が同一人物であったことは確かである。法名の名乗りについては、若狭守護代となった弘安年間より後に｢杲禅｣を名乗ったことが確認できるが、正安3年（1301年）3月9日付の｢得宗公文所奉行人連署奉書｣の奉者第一位にある｢杲勝｣が、その花押から時光と同一人物とされており、その｢こうしょう｣という読みからこの当時は｢杲暁｣を称していたものとみられる。